# بوفوا دي سانتا إريا
بوفوا دي سانتا إريا هي أبرشية برتغالية، تأسست عام 2013 نتيجة اندماج أبرشيات سابقة، يبلغ عدد السكان 40,404 حسب إحصائيات في عام 2011، تبلغ مساحتها 9.16 كيلومتر مربع.